# انتخابات ریاست‌جمهوری کلمبیا (۲۰۱۸)
انتخابات ریاست‌جمهوری کلمبیا (۲۰۱۸) در ۲۷ مه ۲۰۱۸ برگزار شد.
اگر هیچ نامزدی اکثریت آرا را در دور نخست دریافت نکند، دور دوم در ۱۷ ژوئن برگزار خواهد شد. خوان مانوئل سانتوس، رئیس‌جمهور کلمبیا، که بیش از این دو دوره رئیس‌جمهور بوده شرایط لازم برای انتخاب مجدد را ندارد.
ایوان دوکه با پیروزی در این انتخابات به ریاست جمهوری انتخاب شد.

## نظام انتخاباتی
رئیس‌جمهور کلمبیا با استفاده از نظام انتخاباتی دومرحله‌ای انتخاب می‌شود. اگر هیچ‌کدام از نامزدها نتوانند اکثریت آرا را در دور نخست به دست آورند، دو نفر از دو نامزدی که بیشترین رأی را آورده‌اند به دور بعدی خواهند رفت.